# شراب میوه

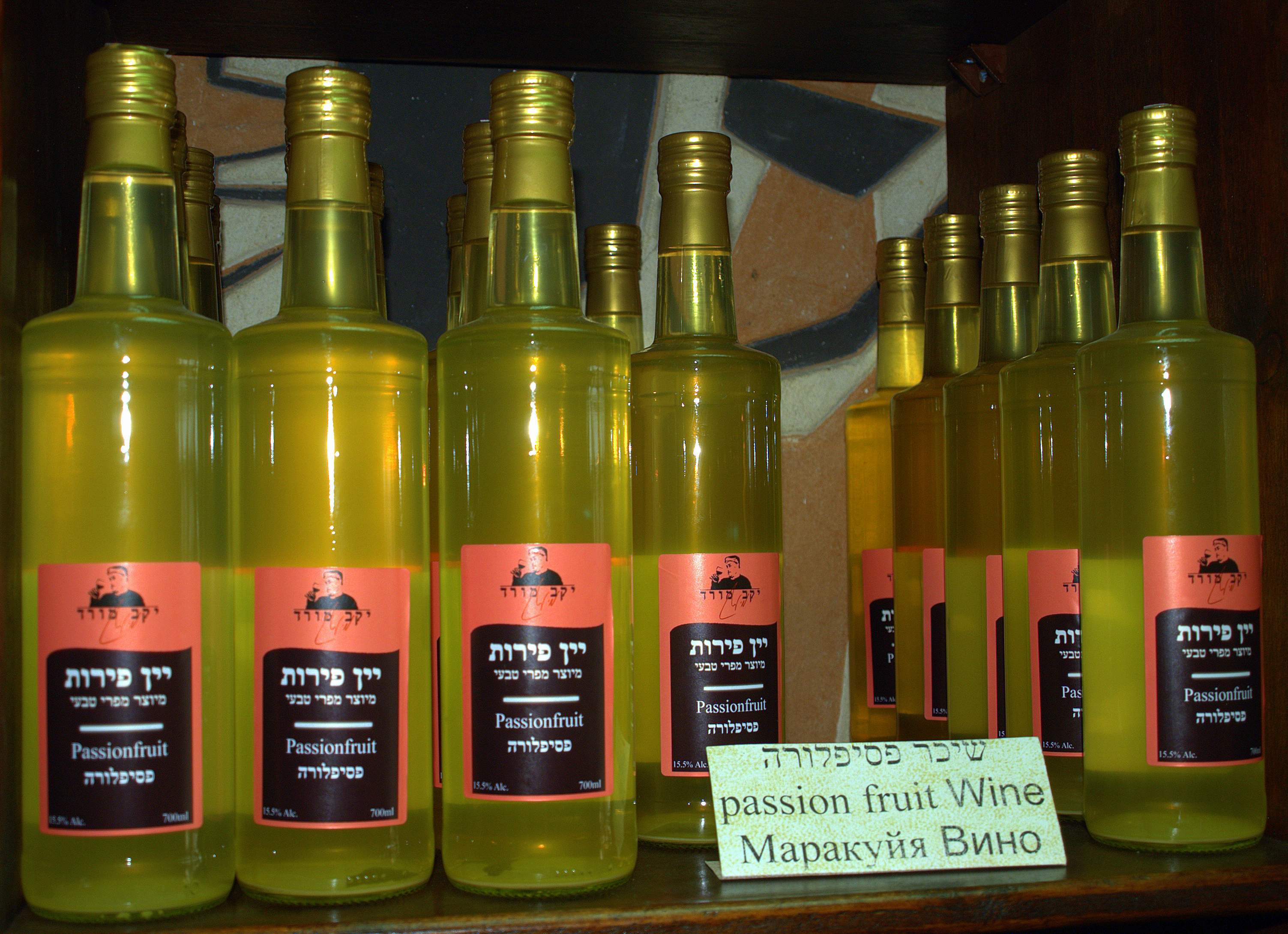
چند بطری شراب میوه.

شراب میوه (به انگلیسی: Fruit wine) به شرابهای تهیه شده از میوههای متفاوت به غیر از انگور گفته می‌شود. همچنین برای مزه‌دار و معطر کردن این شراب‌ها ممکن است از گل‌ها و سایر گیاهان استفاده شود.
از شرابهای سنتی میوه می‌توان به سیدر، پری و می‌انگبین اشاره کرد.